# Arno Maubach

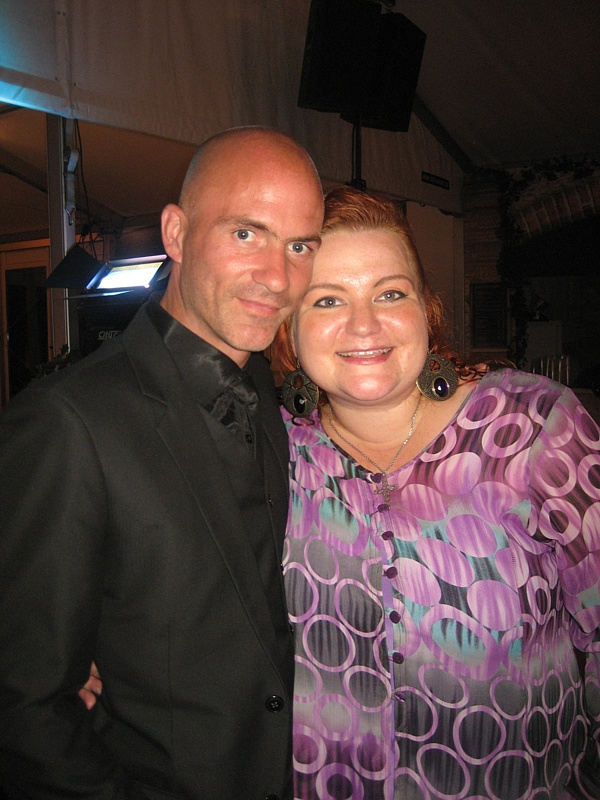
Arno Maubach und Sissy Staudinger

Arno Maubach (* 26. Januar 1973 in Hürth) ist ein deutscher Schauspieler.
Maubach absolvierte eine Ausbildung an der Hamburger Stage School. Seit Mitte der 1990er Jahre ist er auf Theaterbühnen und in verschiedenen Fernsehproduktionen zu sehen. Dazu zählen Auftritte in den Sendungen Jede Menge Leben, Verbotene Liebe, Gute Zeiten, schlechte Zeiten und Sesamstraße. Auf der Bühne wirkte Maubach unter anderem in Produktionen wie Die Schöne und das Biest, Das Phantom der Oper, La Cage aux Folles oder Kuss der Spinnenfrau mit.
Unter dem Namen Künstlerkind gibt er in Zusammenarbeit mit Künstlern aus verschiedenen deutschen Städten Theater- und Musical-Workshops. Maubach lebt in Köln. Er unterrichtet Schauspiel und Sprechtechnik in Hamburg und Köln.

## Film und Fernsehen (Auswahl)
- Verbotene Liebe
- Jede Menge Leben
- Verliebt in Berlin
- Gute Zeiten, schlechte Zeiten
- K11 – Kommissare im Einsatz

## Theater (Auswahl)
- La Cage aux Folles
- Die Schöne und das Biest
- Ich knall euch ab
- Happy Hippies in Space
- Kuss der Spinnenfrau
- Das Phantom der Oper